# Trini Lopez
Trini Lopez, nascido Trinidad López III (Dallas, 15 de maio de 1937 – 11 de agosto de 2020) foi um cantor, guitarrista e ator norte-americano de ascendência mexicana.

## Biografia
Lopez nasceu em Dallas no estado do Texas, na Ashland Street, bairro Little Mexico. Aos 12 anos ganhou uma guitarra de seu pai, e já aos quinze tocava em uma boate chamada Cipango.
Fez sucesso com diversos hits, tais como "La Bamba", "America", "Perfidia", "If I Had A Hammer", "Lemon Tree", "Corazón de Melón", entre outros. Seu arranjo característico era transformar todas musicas em ritmos 2x2 dançantes. Por exemplo, "Perfidia", que originalmente é um bolero, em seu estilo virou um 2x2. 2x2 é um ritmo que lembra o baião brasileiro.
Participou também de filmes, como Os Doze Condenados (The Dirty Dozen) em companhia de, entre outros, Lee Marvin e Telly Savallas.
Lopez ganhou diversos prêmios dentre eles o "Lenda Viva" do ano de 2007.[carece de fontes?]
Morreu no dia 11 de agosto de 2020, aos 83 anos, de COVID-19.